# Список умерших в 1121 году
В этой статье представлен список известных людей, умерших в 1121 году.
См. также: Категория:Умершие в 1121 году

## Январь
- 7 января — Эрминолд Хиршаусский[нем.] — аббат Лорша (1110—1117) и Прюфенинга (1117—1121). Убит. Святой римско-католической церкви[1].

## Февраль
- 10 февраля — Домналл Уа Лохлайнн — верховный король Ирландии (1119—1121).
- 15 февраля — Де Мийо, Ришар — кардинал-священник с 1078 года, архиепископ Нарбонны (1106—1121)

## Март
- 2 марта — Флорис II Толстый — граф Голландии — (1091—1121)

## Апрель
- 17 апреля — Раниеро — католический кардинал (1117—1121).
- 29 апреля — Теогер[нем.] — епископ Меца (1118—1120)

## Август
- 7 августа — Ульрих I[нем.] — епископ Пассау (1092—1121)

## Декабрь
- 11 декабря — Малик Аль-Афдал — визирь Фатимидова халифата, командующий армией в битве при Аскалоне.
- 28 декабря или 30 декабря — Эрлунг фон Кальв[нем.] — епископ Вюрцбурга (1106—1121).
- Ульрих фон Эппенштайн[нем.] — патриарх Аквилеи (1086—1121)

## Дата неизвестна или требует уточнения
- Д’Алатри, Уго — католический церковный деятель, кардинал-дьякон Санта-Мария-ин-Виа-Лата (1105—1121). Год смерти предположителен.
- Алфанус II[англ.] — архиепископ Салерно (1086/1087—1121)
- Али ибн Яхья — амир государства Зиридов в Ифрикии (1116—1121)
- Гильом V — сеньор Монпелье (1090—1121). Участник Первого крестового похода
- Иоанн Росцелин — французский философ, теолог, первый крупный представитель номинализма.
- Йон Огмюндссон (р.1052) — первый исландский епископ Гоуляра, местночтимый святой, один из святых покровителей Исландии
- Никифор I — митрополит Киевский и всея Руси (1104—1121)
- Гильом из Шампо — средневековый французский философ-мистик, представитель крайнего реализма, богослов, епископ шалонский с 1113 года, друг Бернара Клервоского.
- Джонатан[англ.] — герцог Гаэты (1112—1121)
- Лю Шинанг[англ.] — лидер китайских манихейцев, предводитель восстания периода Империи Сун, один из героев романа «Речные заводи». Казнён.
- Абд аль-Азиз ибн Мансур — султан государства Хаммадидов (1104—1121)
- Рэмбо II — граф Оранжа, участник первого крестового похода
- Аль-Тугхраи[англ.] — персидский врач, алхимик и поэт
- Фан Ла[англ.] — китайский повстанческий руководитель Империи Сун (1120—1121/2)[2], один из героев романа «Речные заводи». Казнён
- Масуд Са’д Салман[англ.] (р. 1046) — персидский тюремный поэт
- Уго Висконти[фр.] — итальянский католический кардинал
- Фредерик Намюрский[англ.] — епископ Льежа (1119—1121). Отравлен. По некоторым источникам, умер 27 мая. Святой римско-католической церкви[3].
- Чжоу Тонг[англ.] — мастер боевых искусств, учитель Юэ Фэя, один из героев романа «Речные заводи» и народного фольклора